# Staurogyne kingiana
Staurogyne kingiana är en akantusväxtart som beskrevs av C. B. Cl.. Staurogyne kingiana ingår i släktet Staurogyne och familjen akantusväxter. Utöver nominatformen finns också underarten S. k. magnifolia.